# 타라상카르 반디오파디아이
타라상카르 반디오파디아이(벵골어: তারাশঙ্কর বন্দ্যোপাধ্যায়, 영어: Tarasankar Bandyopadhyay, 1898년 7월 23일 ~ 1971년 9월 14일)는 인도의 벵골어 소설가이다. 65권의 소설, 53권의 책, 12편의 희곡, 4편의 에세이 책, 4편의 자서전, 2편의 여행 이야기를 썼으며 여러 곡을 작곡했다. 라빈드라 푸라스카르, 사히티아 아카데미 상(인도 문학회 상), 즈냔피트 상, 파드마 슈리, 파드마 부샨을 수상했다.

## 생애
반디오파디아이는 영국령 인도 제국 벵골주(현재의 인도 서벵골주) 비르붐구의 라브푸르 마을에 있는 조상의 집에서 하리다스 반디오파디아이와 프라바티 데비의 아들로 태어났다.
1916년에 실시된 라브푸르 자다블랄 H. E. 학교에서 수학 시험에 합격한 이후에 콜카타 세인트 사비어 칼리지에 먼저 입학한 다음에 남부 교외 대학(현재의 아수토시 칼리지)에 입학했다. 세인트 사비어 칼리지에서 중등교육을 받던 도중에 비협조 운동에 가담했다. 그는 건강 악화와 정치 활동으로 인해 대학 과정을 이수하지 못했다. 대학 시절 동안에는 급진적인 무장 청년 단체와도 연계되어 체포되어 마을에 억류되었다.
1930년에는 인도 독립운동을 적극적으로 지원한 혐의로 체포되었지만 그해 말에 석방되었다. 그 뒤부터 문학에 전념하기로 결심했다. 1932년에는 샨티니케탄에서 라빈드라나트 타고르를 처음 만났다. 그의 첫 소설인 《차이탈리 구르니》(Chaitali Ghurni)는 같은 해에 출간되었다.
1940년에는 바그바자르에 있는 집을 빌려 자신의 가족을 콜카타로 데려왔다. 1941년에는 바라나가르로 이주했다. 1942년에는 비르붐구 문학 회의를 주재하고 벵골 반파시스트 작가·예술가 협회 회장이 되었다. 1944년에는 그곳에 거주하지 않는 벵골인이 주선한 칸푸르 벵골 문학 회의를 주재했다. 1947년에는 콜카타에서 열린 프라바시 방가 사히티아 삼멜란, 뭄바이에서 열린 실버 주빌리 프라바시 방가 사히티아 삼멜란을 주재했으며 콜카타 대학교에서 사라트 기념 메달을 받았다. 1948년에는 콜카타의 탈라 파크에 있는 자신의 집으로 이사했다.
그는 1952년부터 1960년까지 서벵골 지방의회 의원으로 재직했다. 1954년에는 어머니를 위한 딕샤(힌두교, 불교, 자이나교와 같은 인도계 종교 의식을 위한 준비 또는 봉헌)를 거행했다. 같은 해에 그는 자신의 이야기를 바탕으로 한 영화 《나아》(Naa)의 각본과 감독을 맡았다. 1955년에는 서벵골 주정부로부터 라빈드라 푸르스카르상을 수상했다. 1956년에는 사히티아 아카데미 상(인도 문학회 상)을 수상했다. 1957년에는 소련을 방문하여 아프리카-아시아 작가 협회 준비위원회에 합류했고  나중에 중국 정부의 초청으로 타슈켄트로 건너가 아프리카-아시아 작가 협회의 인도 작가 대표단 지도자로 활동했다.
1959년에는 콜카타 대학교에서 자가타리니 금상을 수상하고 마드라스(현재의 첸나이)에서 열린 전인도 작가 회의를 주재했다. 1960년에 서벵골 주의회 의원직에서 사퇴했지만 인도의 대통령에 의해 라지야 사바(인도 상원) 의원으로 지명되었다. 1962년에는 인도 정부로부터 파드마 슈리를 받았지만 사위의 죽음으로 마음이 아팠고 그림과 나무 장난감 만들기로 방향을 전환했다. 1963년에는 시시르쿠마르 상을 받았다. 1966년에는 인도 상원 의원 자리에서 물러나고 나그푸르 벵골 문학 회의를 주재했다. 1966년에는 인도에서 최고 권위를 자랑하는 문학상인 즈냔피트 상을 수상했다.
1969년에는 인도 정부로부터 파드마 부샨을 수상했으며 같은 해에 콜카타 대학교와 자다브푸르 대학교에서 문학박사 학위를 받았다. 1969년에는 사히티아 아카데미(인도 문학회) 회원으로 임용되었으며 1970년에는 방기야 사히티아 파리지아드의 위원장으로 임용되었다. 1971년에는 비스바바라티 대학교에서 니펜드라흐 추모 강연을, 캘커타 대학교에서 D. L. 로이 추모 강연을 각각 진행했다.
반디오파디아이는 1971년 9월 14일 이른 아침에 콜카타에 위치한 자택에서 향년 73세를 일기로 사망했다. 그의 영결식은 콜카타 북부에 위치한 님탈라 화장장에서 열렸다. 1971년과 1972년(사후 추천)에는 노벨 문학상 후보에 올랐으나 수상자로 선정되지 않았다.
2021년에는 지역 주민들과 그의 가족들이 라브푸르에 위치한 반디오파디아이의 조상이 거주하던 집을 그를 추모하는 박물관으로 개조했다. 이 박물관에는 여러 개인 유물과 사진이 보관되어 있다.

## 가족 및 친척
타라상카르 반디오파디아이는 1916년에 우마샤시 데비와 결혼했다. 장남인 사나트쿠마르 반디오파디아이는 1918년에, 막내 아들인 사리트쿠마르 반디오파디아이는 1922년에, 장녀인 강가는 1924년에, 둘째 딸인 불루는 1926년에 태어났지만 1932년에 사망, 막내 딸인 바니는 1932년에 태어났다.